# Michelle Scrogham
Michelle Scrogham, née en décembre 1970, est une personnalité politique britannique du Parti travailliste. Elle est députée pour la circonscription Barrow and Furness depuis 2024.

## Biographie
Michelle Scrogham naît et vit dans la ville d'Ulverston, dans sa circonscription, et occupe des postes de conseillère municipale et de maire d'Ulverston (2022-2024), tout en dirigeant l'Ulverston Business Improvement District,. Elle est copropriétaire d'une boutique de vêtements et de mode, Pure, située dans le centre-ville d'Ulverston, qu'elle a fondée en 2005 avec sa sœur.
Elle est élue pour la première fois lors des élections générales de 2024, elle bat le député sortant, Simon Fell, du Parti conservateur.